# Olekminsky (huyện)
Huyện Olekminsky (tiếng Nga: Олёкминский улу́с) là một huyện hành chính tự quản (raion), của Cộng hòa Sakha, Nga. Huyện có diện tích 161131 kilômét vuông, dân số thời điểm ngày 1 tháng 1 năm 2000 là 7900 người. Trung tâm của huyện đóng ở Olekminsk.